# Rheotanytarsus illiesi
Rheotanytarsus illiesi är en tvåvingeart som beskrevs av Siebert 1979. Rheotanytarsus illiesi ingår i släktet Rheotanytarsus och familjen fjädermyggor. Arten är reproducerande i Sverige. Inga underarter finns listade i Catalogue of Life.